# Aigleville
Aigleville é uma comuna francesa na região administrativa da Normandia, no departamento de Eure. Estende-se por uma área de 3,25 km². Em 2010 a comuna tinha 431 habitantes (densidade: 132,6 hab./km²)..